# Oghamstein von Worthyvale

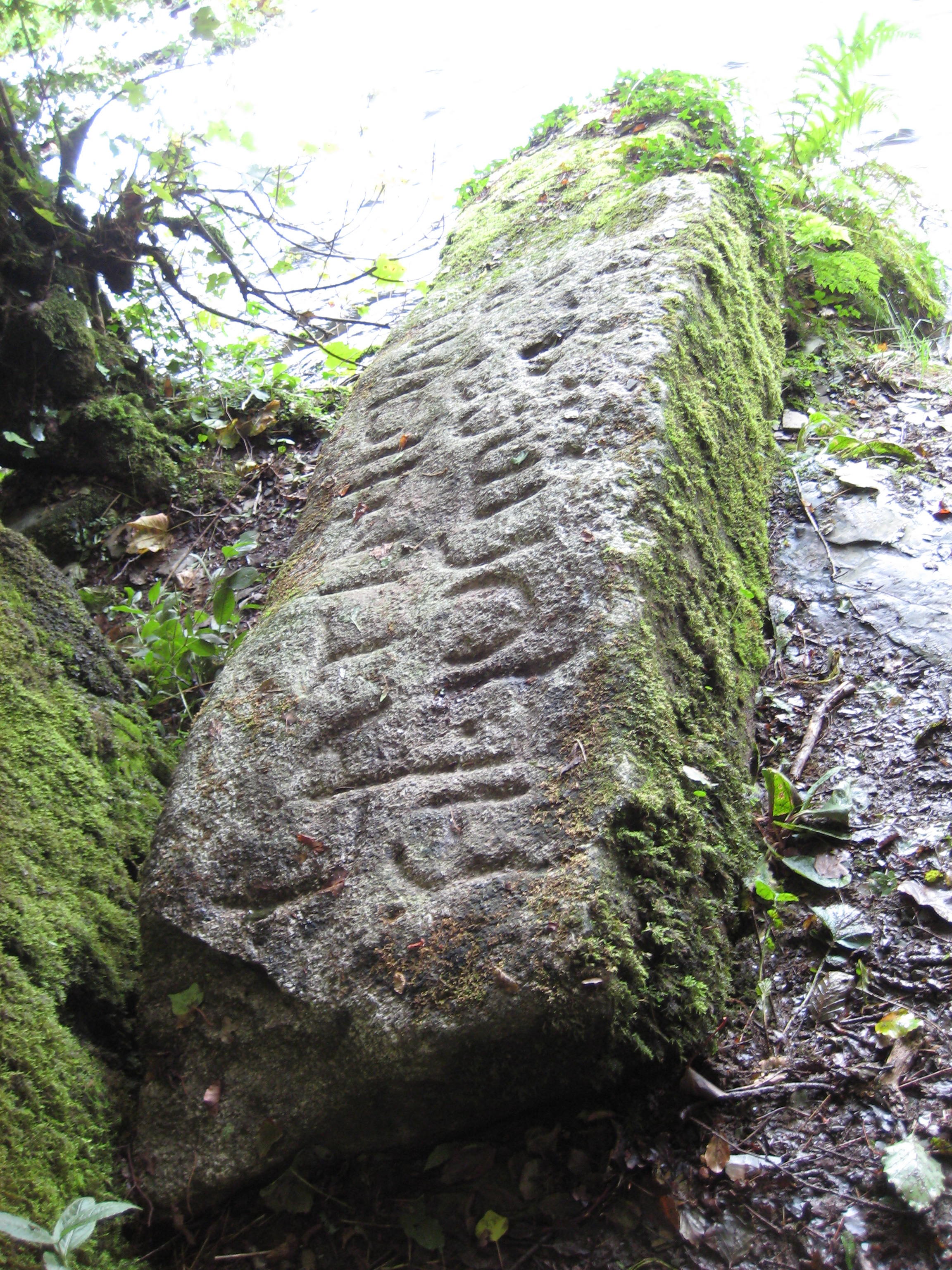
Oghamstein von Worthyvale

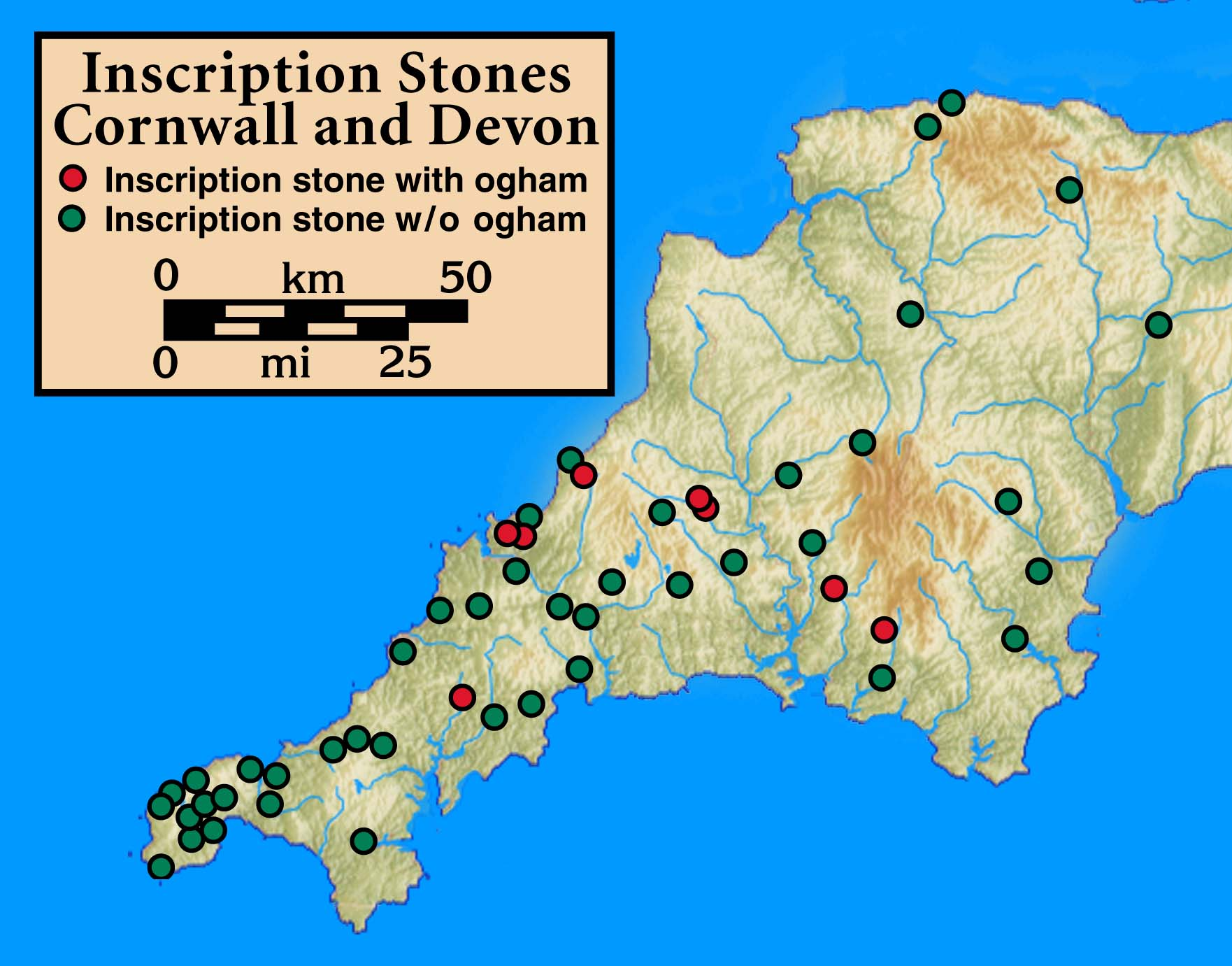
Ogham in Cornwall – rot

Der Oghamstein von Worthyvale (lokal auch King Arthur’s stone genannt) liegt 100 m oberhalb der Slaughter Bridge am linken Ufer des Camel, bei Minster in Cornwall in England. Der Zugang ist nur über das Arthurian Centre möglich (Eintritt).
Der nördlichste Oghamstein in Cornwall wurde zuerst von Richard Carew (1555–1620) in seinem Survey of Cornwall (1602) erwähnt. William Borlase (1696–1772) berichtet in seinen Antiquities of Cornwall (1754), dass der Stein früher als Fußgängerbrücke über den Camel benutzt wurde, aber Lady Falmouth verbrachte den Stein zu einer Grotte am Fuße eines nahe gelegenen Hügels. Um 1799 befand sich der Stein an seiner jetzigen Position am Ufer des Kamels.

## Beschreibung
Die 2,06 × 0,70 × 0,37 m messende Säule ist mit einer vertikalen, zweireihigen lateinischen Inschrift (gemäß Thomas von 533–566 n. Chr.) und einer Ogham-Inschrift ᚛ᚂᚐᚈᚔᚅᚔ᚜ am oberen Ende des rechten Randes versehen.
Die lateinische Inschrift (Hier liegt der Sohn von Magarus) ist in gutem Zustand und gut lesbar, mit Ausnahme der beiden mittleren Buchstaben, dem letzten Buchstaben von „MAGARI“ und dem letzten Buchstaben von „IACIT“. Die Ogham-Inschrift ist abgewittert, und nur das „I“ von „LATINI“ kann erkannt werden.